# کاکولو
کاکولو (به انگلیسی: Cacolo) شهرک و شهرداری در استان لوندای جنوبی واقع در کشور آنگولا است که در سال ۲۰۰۹ میلادی ۴٬۵۲۱ نفر جمعیت داشته است.